# Добровольский, Василий Игоревич
Василий Игоревич Добровольский (род. 2 апреля 1954, Ленинград) — советский хоккеист, вратарь.
В сезоне 1970/71 выступал за ленинградское «Динамо» в юношеском чемпионате СССР. В следующем сезоне играл в молодёжном чемпионате СССР в составе СКА (Ленинград). В сезоне 1972/73 — третий вратарь СКА в чемпионате СССР после Николая Толстикова и Владимира Шеповалова (7 или 8 матчей), в сезоне 1973/74 — второй вратарь после Шеповалова (три матча). Играл за ленинградские команды второй лиги «Шторм» (1974/75 — 1975/76) и «Судостроитель» (1977/78).
В ноябре — декабре 1972 года выступал за юниорскую сборную СССР (до 19 лет).